# Mercedes-Benz Sprinter
Mercedes-Benz Sprinter je transporter njemačke marke Mercedes-Benz i proizvodi se već od 1995. godine.

## Prva generacija (W901−905)
Prva generacija se proizvodio od 1995. – 2006. godine. Manje preinake su bile 2000. godine.

### Motori
- 2.3 L, 105 kW (143 KS)
- 2.1 L turbo dizel, 60 kW (82 KS)
- 2.1 L turbo dizel, 80 kW (109 KS)
- 2.1 L turbo dizel, 95 kW (129 KS)
- 2.3 L dizel, 58 kW (79 KS)
- 2.7 L turbo dizel, 115 kW (156 KS)
- 2.9 L turbo dizel, 75 kW (102 KS)
- 2.9 L turbo dizel, 90 kW (122 KS)

## Druga generacija (W906)
Druga generacija, model W906, se proizvodio od 2006. godine.

### Motori
- 1.8 L, 115 kW (156 KS)
- 3.5 L, 190 kW (258 KS)
- 2.1 L turbo dizel, 65 kW (88 KS)
- 2.1 L turbo dizel, 70 kW (95 KS)
- 2.1 L turbo dizel, 80 kW (109 KS)
- 2.1 L turbo dizel, 95 kW (129 KS)
- 2.1 L turbo dizel, 110 kW (150 KS)
- 2.1 L turbo dizel, 120 kW (163 KS)
- 3.0 L turbo dizel, 135 kW (184 KS)
- 3.0 L turbo dizel, 140 kW (190 KS)